# Ваша Найвірніша Величність

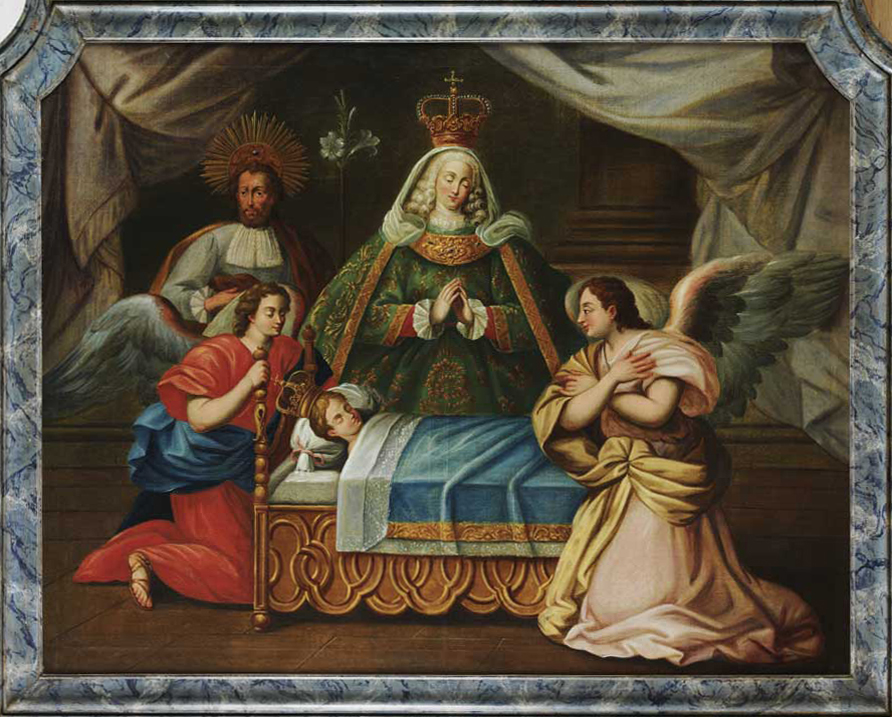
Його Найчесніша Величність Хуан V

Ваша Найчесніша Величність або Ваша Найвірніша Величність (порт.: "Sua Majestade Fidelíssima"; абрв.: S.M.F.) — спеціальний титул, яким користувались португальські монархи з 1748 по 1910 рік.
За своїм значенням титул перекладається як «найбільш відданий (католицькій церкві) король».

## Історія
Титул Найчесніший (найвідданіший католицький) король (лат.: Rex Fidelissimus, порт.: Rei Fidelíssimo) було надано Папою Римським Бенедиктом XIV — духовним главою католицької церкви — у 1748 році королю Португалії Хуану V та його спадкоємцям. 
Титул Найчесніший (Fidelíssimo) залишався за нащадками монархів, які походять від короля Хуана V. Його носили як королі, так і королеви. Єдиною монархією, яка отримала цей титул, була (вже неіснуюча) монархія Португалії.
Титул «Найчесніший» («Найвідданіший») носив також принц-спадкоємець Португальського престолу.
Схожі (але інші) титули, надані у різні періоди Папами Римськими, носили також інші королі Європи:
- Король Угорщини: Його Апостольська Величність (Apostolic Majesty) — наданий близько 1000 р.;
- Король Франції: Дуже Християнська Величність (Majesté Très Chrétienne) — наданий близько 1380 р.;
- Король Іспанія: Дуже Католицька Величність (Sua Majestade Católica) — наданий в 1493 р.;
- Англія, а потім Велика Британія: Захисник віри (Defender of the Faith) — наданий у 1521 р.;
  - Також титул «Захисник віри» (Defensor Fidei) та Православна Величність був наданий 1684 р. Папою Римським Інокентієм XI — Королю Речі Посполитої, Великому князю Литовському, Руському, Смоленському, Сіверському, Чернігівському і пр. — Івану III Собеському.